# Otto Bochum
Otto Bochum (* 14. September 1897 in Lebbeden; † 8. Mai 1947 im Speziallager Nr. 1 Mühlberg) war ein deutscher Landwirt und Kommunalpolitiker (NSDAP). Zwischen 1935 und 1945 amtierte er als Landrat des Kreises Stallupönen (1938 umbenannt in Kreis Ebenrode) in der preußischen Provinz Ostpreußen. 

## Leben

### Herkunft und berufliche Anfänge
Er kam 1897 als Sohn eines Landwirtes in der Ortschaft Lebbeden (Kreis Niederung) zur Welt. Während des Ersten Weltkrieges meldete sich Bochum als Kriegsfreiwilliger, wurde in Gefechten aber mehrfach verwundet und 1917 aus dem Heer entlassen. Daraufhin war er nach Kriegsende – also etwa ab 1918 – auf dem väterlichen Bauernhof sowie als Kaufmann tätig.

### Karriere in der Politik
Bochum trat 1929 in die Sturmabteilung (SA) – eine paramilitärische Kampforganisation der – und am 1. April 1930 in die NSDAP ein. Im gleichen Jahr wurde er Leiter der NSDAP-Ortsgruppe Tilsit. Innerhalb des Parteigaus Ostpreußen bekleidete er dann nacheinander mehrere kurzzeitige Positionen als Kreisleiter: 1932 im Landkreis Tilsit, 1933/34 im Landkreis Insterburg sowie 1934 im Kreis Stallupönen. Schließlich wurde er 1935 in Stallupönen zum Landrat ernannt. Nach der Wiederinbesitznahme des Memellandes durch das Deutsche Reich amtierte er in Personalunion 1939 kommissarisch auch als Landrat und NSDAP-Kreisleiter des dortigen Landkreises Heydekrug. Darüber hinaus war er ab Dezember 1939 für einige Monate Landkommissar beziehungsweise Landrat des durch die Besetzung Polens entstandenen Landkreises Ostrolenka. 
Nach dem Ende des Zweiten Weltkrieges verlor sich seine Spur. In einer Ausgabe des Mitteilungsblattes der Landsmannschaft Ostpreußen aus dem September 1949 wurde in der Suchanzeigen-Rubrik als letzter bekannter Aufenthaltsort ein sowjetisches Internierungslager in der ostsächsischen Stadt Bautzen genannt – allerdings ohne Jahresangabe. Sein Name mit den Lebensdaten ist auf einer Gedenktafel für die Todesopfer im Speziallager Nr. 1 Mühlberg aufgeführt.